# Kazan
|  | Per a altres significats, vegeu «Kazan (desambiguació)». |

Kazan (rus: Казань; tàtar: Казан) és la capital del Tatarstan, i una de les ciutats més importants de Rússia. És un centre industrial, comercial i cultural important, i també és el principal centre de la cultura tàtar. Kazan està situada a la confluència dels rius Volga (İdel) i Kazanka (Qazansu), al centre de la Rússia Europea. El Kremlin de Kazan ha estat considerat Patrimoni de la Humanitat per la Unesco.

## Clima
El clima de Kazan és continental moderat, però la continentalitat augmenta respecte a Moscou. La coberta de neu arriba al seu màxim cap febrer i març amb una mitjana de 38 cm. La temperatura mitjana anual és de 4,6 °C essent el mes més fred el gener amb -10,4 °C i el més càlid juliol amb 20,2 °C. La precipitació mitjana anual és de 558 litres amb el màxim a l'estiu. L'1 d'agost de 2010 la temperatura va arribar a un màxim de +39,0 °C mentre que el mínim va ser de -46,8 °C el 21 de gener de 1942.

## Història

Localització de Kazan al Tatarstan

Segons la tradició fou fundada per Batu Khan a l'antic regne dels Búlgars del Volga (~ 1005). Fou traslladada al segle xiv, de més al nord-est, on havia estat fundada un segle abans; al segle xv esdevingué la capital del Kanat de Kazan. El 1552 fou conquerida per Ivan IV de Rússia, qui en va fer centre de cristianització forçada i avançada en la conquesta de Sibèria i del Turquestan. No va tenir importància militar i només apareix a l'ocupació de la ciutadella per Omelian Pugatxov el juliol de 1774 durant la Revolta de Pugatxov. En aquell moment tenia 2.867 cases que equivalen a entre 10 i 12 mil habitants. La universitat es va fundar el 1804. El 1885 l'ensenyament de les llengües orientals es va traslladar a Sant Petersburg junt amb la biblioteca, però al cap d'uns anys es va reprendre. Al cens de 1897 tenia 131.508 habitants.
Després de la Revolució russa de 1905, la ciutat fou el centre principal de revifament de la cultura nacional tàtar. S'hi fundaren el primer teatre i el primer diari tàtars. El 1911 tenia 182.477 habitants dels quals 30.781 eren tàtars.
Kazan fou la capital de l'estat Idel Ural que es declarà independent el 24 de gener de 1918 i fou suprimit pel govern bolxevic el març de 1918. Kazan també fou el centre de la república Tsabulatxnaia antibolxevic. L'agost del 1918 fou ocupada temporalment per la Legió txecoslovaca d'Aleksandr Koltxak i recuperada al setembre per l'exèrcit roig. El 1919 (després de la Revolució russa), Kazan esdevingué la capital de la República Socialista Soviètica Autònoma Tàtar. Del 1920 al 1930, la majoria d'esglésies i mesquites foren destruïdes, com a arreu de l'URSS.
Durant la Segona Guerra Mundial, moltes plantes i factories industrials foren evacuades a Kazan, i la ciutat produí tancs i altre material militar.
A finals del 1980 i començament de 1990, després de la dissolució de l'URSS, Kazan esdevingué novament centre de la cultura tàtar, i s'hi intensificaren els tendències separatistes. Des de 2000, la ciutat ha estat totalment renovada. El 27 d'agost de 2005 s'ha obert una línia de metro amb cinc estacions, però hi ha plans d'expandir la línia en ambdues direccions. Kazan celebrà el seu mil·lenari el 2005, quan fou inaugurada al Kremlin la més gran mesquita de Rússia, Qolsharif, i hi fou retornada la còpia sagrada de la Mare de Déu de Kazan. Tanmateix, la data del mil·lenari fou fixada arbitràriament.

El Zilant com a tamğa (signe) oficial del mil·lenari de Kazan

## Població històrica

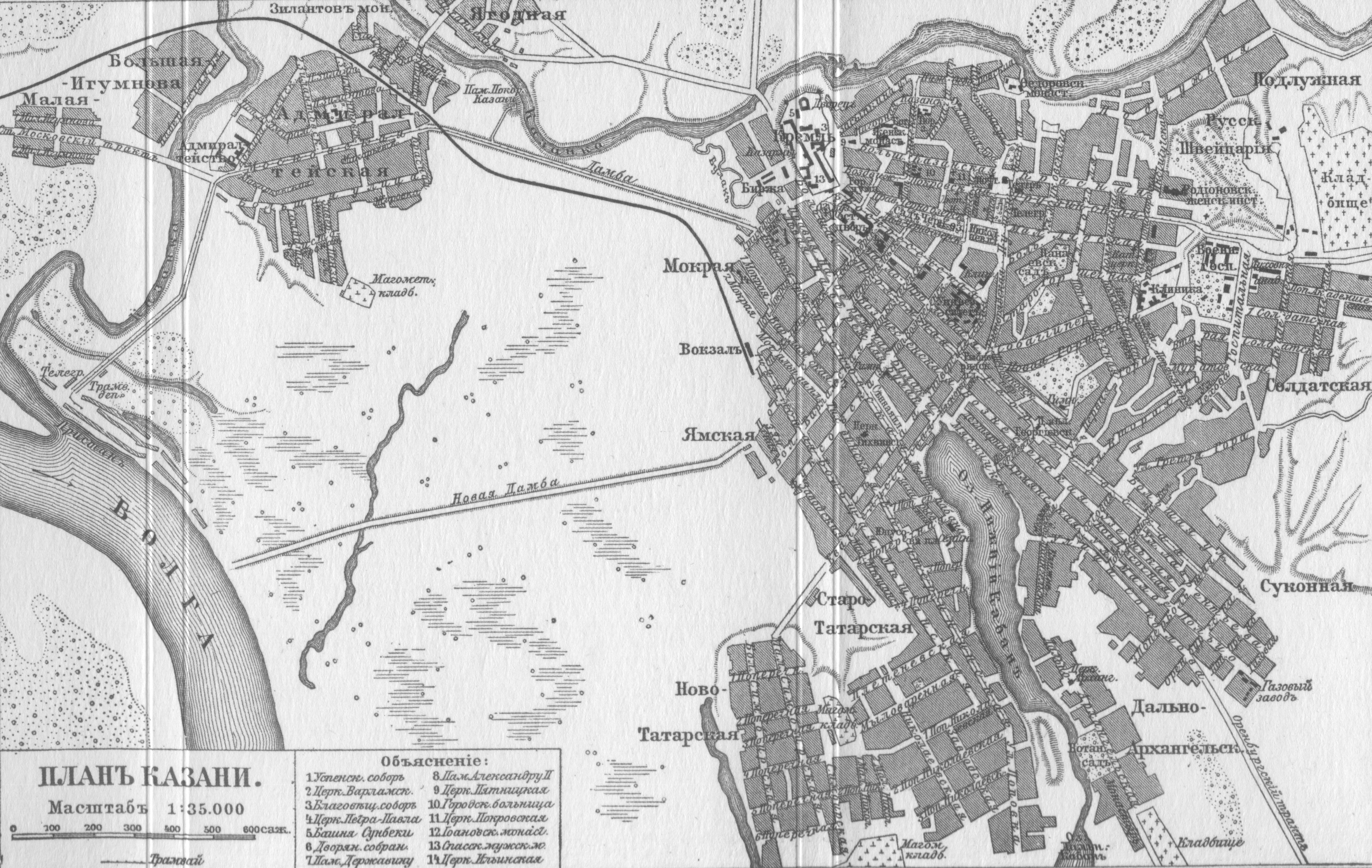
Kazan en el segle XIX

- 1550 – 50.000
- 1708 – 40.000
- 1830 – 43.900
- 1839 – 51.600
- 1859 – 60.600
- 1862 – 63.100
- 1883 – 140.000
- 1897 – 130.000
- 1917 – 206.600
- 1926 – 179.000
- 1939 – 398.000
- 1959 – 667.000
- 1979 – 989.000
- 1989 – 1.094.400
- 1997 – 1.076.000
- 2000 – 1.089.500
- 2002 – 1.105.289 (cens)
- 2008 – 1.180.238

## Nom històric
- 1103-1220 Öçil [er-Cheel]
- 1220-1278 Ğazan/Qazan
- 1278-1350 Aqbikül [aq-bee-Kyul]
- 1350-1430 Bolğar âl-Cädid/Yaña Bolğar [bol-ghar al-ja-deed/ yah-Ngah bol-ghar] - Nova Bolğar
- "Qazan" potser també fou usat de manera informal entre el 1278-1430.
- Tàtar (ara, 1928–1939): Qazan;
- (1939–2000): Казан;
- (1918–1928): قازان ;
- Arab 1918-1922: قزان;
- Rus: Каза́нь [Kazań];
- Àrab (hist.): Bulgar al-Jadid (transliteració: Bolğar âl-Cädid) - Nova Bolğar;
- Alemany: Kasan, Llatí: Casan, Francès: Kazan

## Esports
El principal club de futbol de la ciutat és el FC Rubin Kazan. El Ak Bars Kazan és un històric club important d'hoquei sobre gel que té la seu a la ciutat. Kazan també disposa de clubs destacats de basquetbol (UNICS Kazan), bandy, waterpolo i voleibol.

### Esdeveniments esportius destacats
- 2015: S'hi celebrarà el 16è Campionat Mundial de Natació de la FINA.[2]
- 2013: 27es Universíades d'estiu.[3]
- 2011: Campionat Europeu d'Halterofília.
- 2011: Campionat Mundial de Bandy.[4]
- 2007: Campionat europeu d'hoquei sobre herba.[5]
- 2005: Campionat Mundial de Bandy.[6]